# Forças Armadas da Malásia

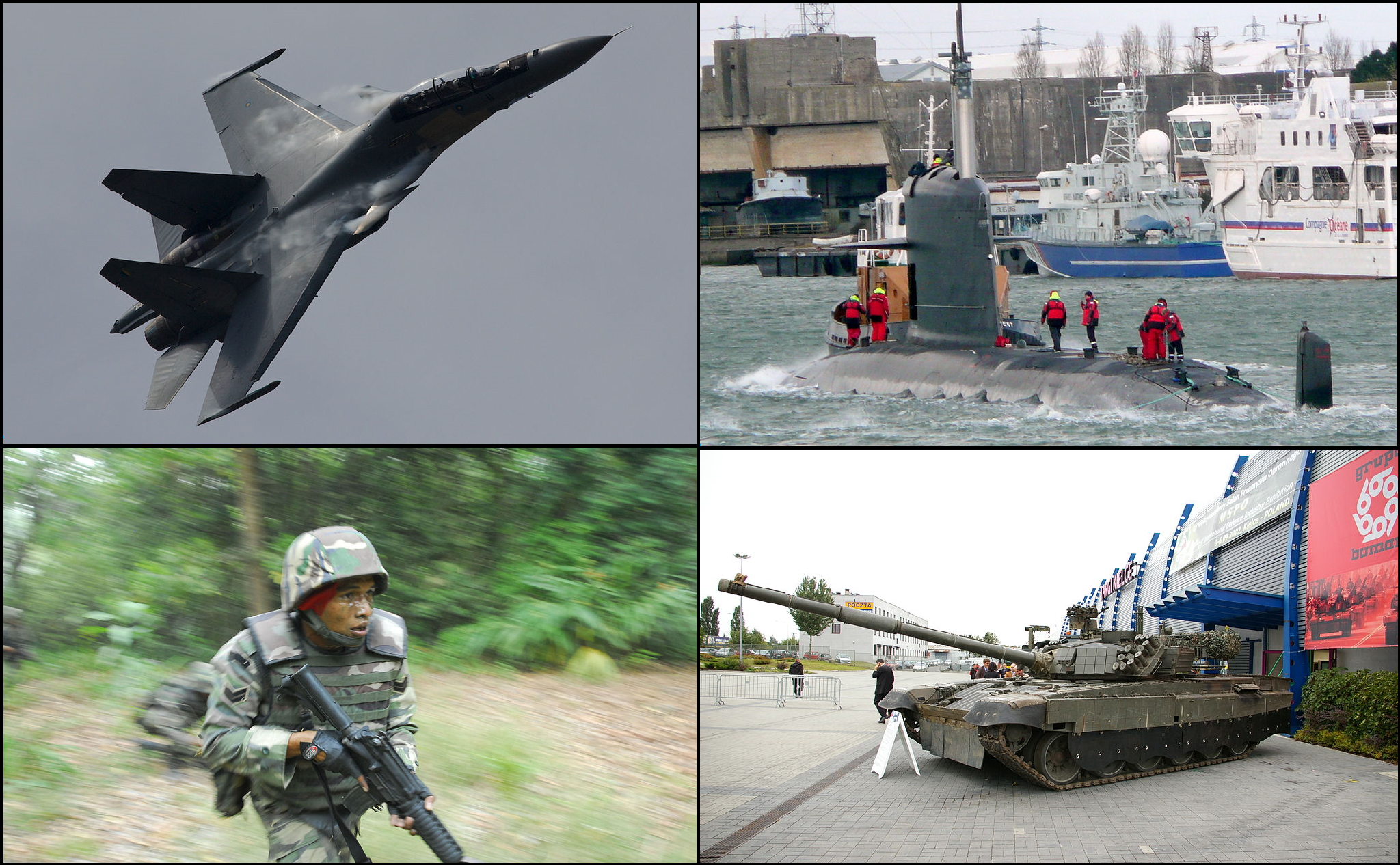
As forças armadas da Malásia.

As Forças Armadas da Malásia (em malaio: Angkatan Tentera Malaysia) são as forças militares da Malásia. São constituídas por três ramos: a Marinha Real da Malásia (em malaio: Tentera Laut Diraja Malaysia), o Exército da Malásia (em malaio: Tentera Darat Malaysia) e a Força Aérea da Malásia (em malaio: Tentera Udara Diraja Malaysia).